# Avenida X (línea Culver)
Avenida X es una estación local en la línea Culver del Metro de Nueva York de la división B del Independent Subway System (IND). La estación se encuentra localizada en Gravesend, Brooklyn entre la Avenida X y la Avenida McDonald. La estación es servida por los trenes del servicio .

## Enlaces externos

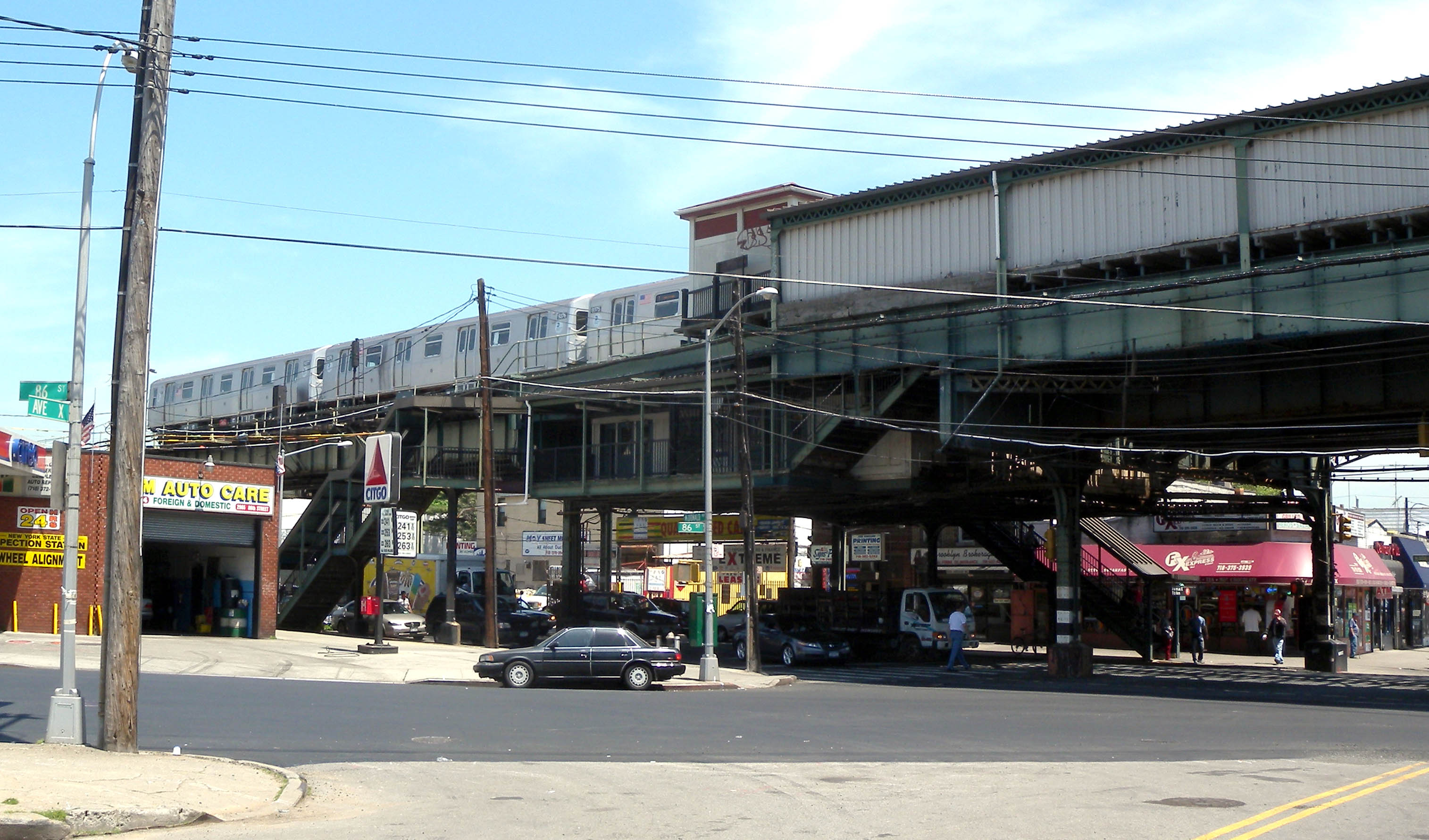
Desde la Avenida X